# Mellan-Grevie församling
Mellan-Grevie församling var en församling i Lunds stift och i Vellinge kommun. Församlingen uppgick 2002 i Vellinge-Månstorps församling.

## Administrativ historik
Församlingen har medeltida ursprung. 
Församlingen var till 1 maj 1924 moderförsamling i pastoratet Mellan-Grevie och (Södra) Åkarp. Från 1 maj 1924 till senast 1998 var församlingen annexförsamling i pastoratet Västra Ingelstad, Östra Grevie, Mellan-Grevie och Södra Åkarp som från 1962 även omfattade Arrie församling och från 1962 till 1980  Törringe församling. Åtminstone från 1998 till 2002 annexförsamling i pastoratet Vellinge, Gessie, Eskilstorp, Hököpinge, Västra Ingelstad, Östra Grevie, Mellan-Grevie, Södra Åkarp och Arrie. Församlingen uppgick 2002 i Vellinge-Månstorps församling.

## Kyrkor
- Mellan-Grevie kyrka